# Ichneumon immundus
Ichneumon immundus är en stekelart som beskrevs av Peter Friedrich Ludwig Tischbein 1882. Ichneumon immundus ingår i släktet Ichneumon och familjen brokparasitsteklar. Inga underarter finns listade i Catalogue of Life.